# Championnat d'Angleterre de rugby à XV 2005-2006
Navigation
Zurich Premiership 2004-2005 Guinness Premiership 2006-2007
Le Championnat d'Angleterre de rugby à XV oppose pour la saison 2005-2006 les douze meilleures équipes anglaises de rugby à XV. À la suite d'un changement de sponsor en avril 2005, la compétition porte désormais le nom de Guinness Premiership.
Le championnat a débuté le 2 septembre 2005 et s'est achevé le 27 mai 2006 par la finale au stade de Twickenham. Une première phase de classement voit s'affronter toutes les équipes en matches aller et retour. La saison se termine sur une seconde phase de play-off avec un format remanié. Pour cette édition, ce sont les quatre premiers du classement final de la phase régulière qui sont qualifiés et s'affrontent en demi-finale. Le club classé premier reçoit celui classé quatrième et le second affronte le troisième à domicile. Les vainqueurs s'affrontent en finale pour l'attribution du titre. Cette saison, le club de Bristol Rugby a accédé à l'élite et remplace les Harlequins qui ont été rétrogradés en National Division 1.
Le titre a été remporté par les Sale Sharks qui ont battu les Leicester Tigers en finale. Ayant terminé dernier de la phase régulière, les Leeds Tykes sont rétrogradés en National Division 1.

## Liste des équipes en compétition
La compétition oppose pour la saison 2007-2008 les douze meilleures équipes anglaises de rugby à XV :
| - Bath Rugby - Bristol Rugby - Gloucester Rugby - Leeds Tykes | - Leicester Tigers - London Irish - London Wasps - Newcastle Falcons | - Northampton Saints - Sale Sharks - Saracens - Worcester Rugby |

## Classement de la phase régulière
| Rang | Club               | J  | V  | N | D  | Bo | Bd | Pm  | Pe  | Diff | Pts |
| ---- | ------------------ | -- | -- | - | -- | -- | -- | --- | --- | ---- | --- |
| 1    | Sale Sharks        | 22 | 16 | 1 | 5  | 6  | 2  | 573 | 444 | +129 | 74  |
| 2    | Leicester Tigers   | 22 | 14 | 3 | 5  | 5  | 1  | 518 | 415 | +103 | 68  |
| 3    | London Irish       | 22 | 14 | 0 | 8  | 6  | 4  | 493 | 454 | +39  | 66  |
| 4    | Wasps RFC (T)      | 22 | 12 | 3 | 7  | 7  | 3  | 527 | 447 | +80  | 64  |
| 5    | Gloucester Rugby   | 22 | 11 | 1 | 10 | 4  | 9  | 483 | 385 | +98  | 59  |
| 6    | Northampton Saints | 22 | 10 | 1 | 11 | 4  | 7  | 464 | 488 | -24  | 53  |
| 7    | Newcastle Falcons  | 21 | 9  | 1 | 11 | 3  | 6  | 416 | 433 | -17  | 47  |
| 8    | Worcester Warriors | 22 | 9  | 1 | 12 | 3  | 6  | 451 | 494 | -43  | 47  |
| 9    | Bath Rugby         | 22 | 9  | 1 | 12 | 3  | 5  | 441 | 494 | -53  | 46  |
| 10   | Saracens           | 22 | 8  | 1 | 13 | 5  | 7  | 433 | 483 | -50  | 46  |
| 11   | Bristol Bears (P)  | 22 | 8  | 1 | 13 | 0  | 7  | 393 | 445 | -52  | 41  |
| 12   | Leeds Tykes        | 22 | 5  | 0 | 17 | 1  | 7  | 363 | 573 | -210 | 28  |

|  | Qualifiés pour la phase finale et la Coupe d'Europe 2006-2007 (no 1, no 2, no 3, no 4). |
|  | Qualifiés pour la Coupe d'Europe 2006-2007 (no 5, no 6). |
|  | Relégué en National Division 1 pour la saison 2006-2007 (no 12). |
|  | T : Tenant du titre 2005 • P : Promu 2005 V : Victoires • N : Matches Nuls • D : Défaites • BO : Bonus Offensif • BD : Bonus Défensif • PP : Points Pour (marqués) • PC : Points Contre (encaissés) • Diff : Différence de points |

Attribution des points : victoire sur tapis vert : 5, victoire : 4, match nul : 2, défaite : 0, forfait : -2 ; plus les bonus (offensif : 4 essais marqués ; défensif : défaite par 7 points d'écart maximum).
Règles de classement : 1. Nombre de victoires ; 2.différence de points ; 3. nombre de points marqués ; 4. points marqués dans les matches entre équipes concernées ; 5. Nombre de victoires en excluant la 1re journée, puis la 2e journée, et ainsi de suite.

## Résultats des rencontres de la phase régulière

### Tableau synthétique des résultats
L'équipe qui reçoit est indiquée dans la colonne de gauche.
| Clubs              | BAT   | BRI   | GLO   | LEE   | LEI   | LOI   | LOW   | NEW   | NOR   | SAL   | SAR   | WOR   |
| Bath Rugby         |       | 31-16 | 18-16 | 12-16 | 12-19 | 28-33 | 28-16 | 20-18 | 9-17  | 9-21  | 12-12 | 25-22 |
| Bristol Rugby      | 19-16 |       | 9-41  | 32-6  | 15-3  | 20-21 | 9-9   | 23-7  | 19-16 | 22-14 | 11-23 | 23-26 |
| Gloucester Rugby   | 15-18 | 15-20 |       | 31-7  | 34-16 | 9-13  | 32-37 | 27-20 | 28-24 | 21-18 | 19-8  | 27-16 |
| Leeds Tykes        | 25-14 | 26-16 | 7-31  |       | 20-28 | 11-27 | 23-47 | 10-13 | 28-25 | 11-17 | 13-17 | 21-15 |
| Leicester Tigers   | 40-26 | 32-3  | 25-20 | 26-23 |       | 35-3  | 20-19 | 16-16 | 32-0  | 27-27 | 34-27 | 28-22 |
| London Irish       | 36-13 | 24-22 | 25-10 | 28-24 | 25-28 |       | 19-35 | 6-9   | 30-3  | 21-29 | 30-18 | 15-20 |
| London Wasps       | 28-20 | 21-16 | 32-25 | 28-0  | 29-29 | 37-56 |       | 21-6  | 19-19 | 26-16 | 23-11 | 34-20 |
| Newcastle Falcons  | 16-27 | 14-16 | 9-13  | 54-19 | 24-16 | 20-23 | 17-15 |       | 13-32 | 32-21 | 21-16 | 21-15 |
| Northampton Saints | 24-21 | 29-22 | 21-20 | 21-18 | 19-24 | 25-23 | 13-21 | 9-16  |       | 34-36 | 58-17 | 21-22 |
| Sale Sharks        | 38-12 | 31-29 | 35-24 | 18-15 | 24-16 | 29-3  | 18-10 | 26-25 | 34-14 |       | 9-15  | 24-13 |
| Saracens           | 29-34 | 13-19 | 9-19  | 34-16 | 12-13 | 19-20 | 13-12 | 27-18 | 28-22 | 32-40 |       | 29-15 |
| Worcester          | 18-36 | 24-15 | 15-15 | 22-15 | 15-11 | 10-12 | 37-8  | 35-27 | 11-15 | 33-48 | 25-24 |       |

|  | Victoire à domicile |  | Match nul |  | Défaite à domicile |

### Détail des résultats
Les points marqués par chaque équipe sont inscrits dans les colonnes centrales (3-4) alors que les essais marqués sont donnés dans les colonnes latérales (1-6). Les points de bonus sont symbolisés par une bordure bleue pour les bonus offensifs (quatre essais ou plus marqués), orange pour les bonus défensifs (défaite avec au plus sept points d'écart), rouge si les deux bonus sont cumulés.
La phase régulière s'est terminée par un festival offensif lors de la 22e journée: il y a eu 48 essais marqués soit une moyenne de 8 essais par match. Cette dernière journée est aussi marquée par un record historique puisque 12 points de bonus ont été glanés dont trois doubles bonus.

#### Matches aller
| 2 | Sale         | 26 | 25 | Newcastle    | 3 |
| 2 | London Wasps | 23 | 11 | Saracens     | 1 |
| 5 | Leicester    | 32 | 0  | Northampton  | 0 |
| 1 | Leeds        | 11 | 27 | London Irish | 4 |
| 1 | Bristol      | 19 | 16 | Bath         | 1 |
| 0 | Worcester    | 15 | 15 | Gloucester   | 0 |

| 0 | Bath         | 9  | 17 | Northampton | 1 |
| 2 | London Wasps | 29 | 29 | Leicester   | 2 |
| 2 | Gloucester   | 21 | 18 | Sale        | 2 |
| 1 | Newcastle    | 14 | 16 | Bristol     | 1 |
| 2 | London Irish | 15 | 20 | Worcester   | 2 |
| 4 | Saracens     | 34 | 16 | Leeds       | 1 |

| 4 | Sale        | 29 | 3  | London Irish | 0 |
| 3 | Worcester   | 25 | 24 | Saracens     | 4 |
| 0 | Northampton | 9  | 16 | Newcastle    | 1 |
| 4 | Leicester   | 40 | 26 | Bath         | 2 |
| 2 | Leeds       | 23 | 47 | London Wasps | 5 |
| 0 | Bristol     | 9  | 41 | Gloucester   | 4 |

| 3 | Gloucester   | 28 | 24 | Northampton | 3 |
| 2 | London Irish | 24 | 22 | Bristol     | 1 |
| 2 | Leeds        | 20 | 28 | Leicester   | 3 |
| 1 | Newcastle    | 16 | 27 | Bath        | 4 |
| 4 | London Wasps | 34 | 20 | Worcester   | 2 |
| 4 | Saracens     | 32 | 40 | Sale        | 4 |

| 1 | Leicester   | 16 | 16 | Newcastle    | 1 |
| 0 | Sale        | 18 | 10 | London Wasps | 1 |
| 2 | Worcester   | 22 | 15 | Leeds        | 0 |
| 0 | Bath        | 18 | 16 | Gloucester   | 1 |
| 3 | Northampton | 25 | 23 | London Irish | 2 |
| 1 | Bristol     | 11 | 23 | Saracens     | 2 |

| 2 | London Wasps | 21 | 16 | Bristol   | 1 |
| 0 | Worcester    | 15 | 11 | Leicester | 1 |
| 1 | Leeds        | 11 | 17 | Sale      | 1 |
| 2 | Gloucester   | 27 | 20 | Newcastle | 2 |
| 4 | London Irsih | 36 | 13 | Bath      | 1 |
| 1 | Bristol      | 11 | 23 | Saracens  | 2 |

| 1 | Newcastle   | 20 | 23 | London Irish | 2 |
| 2 | Sale        | 24 | 13 | Worcester    | 1 |
| 1 | Northampton | 13 | 21 | London Wasps | 2 |
| 3 | Leicester   | 25 | 20 | Gloucester   | 2 |
| 0 | Bath        | 12 | 12 | Saracens     | 0 |
| 2 | Bristol     | 32 | 6  | Leeds        | 0 |

| 2 | Sale         | 24 | 16 | Leicester   | 1 |
| 2 | Worcester    | 24 | 15 | Bristol     | 2 |
| 3 | Leeds        | 28 | 25 | Northampton | 3 |
| 1 | London Irish | 25 | 10 | Gloucester  | 1 |
| 3 | London Wasps | 28 | 20 | Bath        | 1 |
| 3 | Saracens     | 27 | 18 | Newcastle   | 3 |

| 0 | Bath        | 12 | 16 | Leeds        | 1 |
| 4 | Leicester   | 35 | 3  | London Irsih | 0 |
| 2 | Gloucester  | 19 | 8  | Saracens     | 1 |
| 2 | Northampton | 21 | 22 | Worcester    | 1 |
| 2 | Newcastle   | 17 | 15 | London Wasps | 2 |
| 1 | Bristol     | 22 | 14 | Sale         | 2 |

| 2 | Worcester    | 18 | 36 | Bath         | 3 |
| 4 | London Wasps | 32 | 25 | Gloucester   | 3 |
| 3 | Sale         | 34 | 14 | Northampton  | 1 |
| 1 | Leeds        | 10 | 13 | Newcastle    | 1 |
| 0 | Bristol      | 15 | 3  | Leicester    | 0 |
| 1 | Saracens     | 19 | 20 | London Irish | 1 |

| 11e journée samedi 31 décembre, dimanche 1er et lundi 2 janvier \| 1 \| London Irish \| 19 \| 35 \| London Wasps \| 4 \| \| 4 \| Gloucester \| 31 \| 7 \| Leeds \| 1 \| \| 2 \| Newcastle \| 21 \| 15 \| Worcester \| 2 \| \| 2 \| Northampton \| 29 \| 22 \| Bristol \| 3 \| \| 0 \| Bath \| 9 \| 21 \| Sale \| 2 \| \| 3 \| Leicester \| 34 \| 27 \| Saracens \| 2 \| |              |    |    |              |   |
| 1 | London Irish | 19 | 35 | London Wasps | 4 |
| 4 | Gloucester   | 31 | 7  | Leeds        | 1 |
| 2 | Newcastle    | 21 | 15 | Worcester    | 2 |
| 2 | Northampton  | 29 | 22 | Bristol      | 3 |
| 0 | Bath         | 9  | 21 | Sale         | 2 |
| 3 | Leicester    | 34 | 27 | Saracens     | 2 |

#### Matches retour
| 1 | Worcester    | 11 | 15 | Northampton | 2 |
| 0 | Saracens     | 9  | 19 | Gloucester  | 1 |
| 1 | Leeds        | 20 | 14 | Bath        | 1 |
| 1 | London Irish | 25 | 28 | Leicester   | 1 |
| 3 | London Wasps | 21 | 6  | Newcastle   | 0 |
| 1 | Sale         | 31 | 29 | Bristol     | 3 |

| 2 | Bristol     | 23 | 26 | Worcester    | 2 |
| 3 | Bath        | 28 | 16 | London Wasps | 1 |
| 0 | Gloucester  | 9  | 13 | London Irish | 1 |
| 0 | Leicester   | 27 | 27 | Sale         | 2 |
| 2 | Newcastle   | 21 | 16 | Saracens     | 1 |
| 2 | Northampton | 21 | 18 | Leeds        | 3 |

| 3 | Gloucester   | 34 | 16 | Leicester   | 2 |
| 2 | Leeds        | 26 | 16 | Bristol     | 1 |
| 3 | Worcester    | 33 | 48 | Sale        | 6 |
| 0 | London Irish | 6  | 9  | Newcastle   | 0 |
| 1 | London Wasps | 19 | 19 | Northampton | 1 |
| 4 | Saracens     | 29 | 34 | Bath        | 4 |

| 3 | Leicester   | 28 | 22 | Worcester    | 1 |
| 4 | Sale        | 35 | 24 | Leeds        | 3 |
| 3 | Bath        | 28 | 33 | London Irish | 5 |
| 8 | Northampton | 58 | 17 | Saracens     | 2 |
| 0 | Bristol     | 9  | 9  | London Wasps | 0 |
| 0 | Newcastle   | 9  | 13 | Gloucester   | 1 |

| 0 | Newcastle    | 24 | 16 | Leicester   | 1 |
| 2 | Leeds        | 21 | 15 | Worcester   | 0 |
| 2 | Gloucester   | 15 | 18 | Bath        | 2 |
| 4 | London Irish | 30 | 3  | Northampton | 0 |
| 2 | London Wasps | 26 | 16 | Sale        | 1 |
| 1 | Saracens     | 13 | 19 | Bristol     | 1 |

| 4 | Leicester   | 26 | 23 | Leeds        | 2 |
| 0 | Sale        | 9  | 15 | Saracens     | 2 |
| 4 | Worcester   | 37 | 8  | LondonWasps  | 1 |
| 2 | Bath        | 20 | 18 | Newcastle    | 2 |
| 3 | Northampton | 21 | 20 | Gloucester   | 2 |
| 2 | Bristol     | 20 | 21 | London Irish | 3 |

| 0 | Bath         | 12 | 19 | Leicester   | 1 |
| 3 | London Irish | 21 | 29 | Sale        | 3 |
| 2 | Gloucester   | 15 | 20 | Bristol     | 2 |
| 2 | Newcastle    | 13 | 32 | Northampton | 5 |
| 4 | London Wasps | 28 | 0  | Leeds       | 0 |
| 4 | Saracens     | 29 | 15 | Worcester   | 2 |

| 2 | Leeds       | 13 | 17 | Sarcens      | 2 |
| 0 | Sale        | 18 | 15 | Gloucester   | 0 |
| 1 | Worcester   | 10 | 12 | London Irish | 2 |
| 0 | Northampton | 24 | 21 | Bath         | 0 |
| 2 | Bristol     | 23 | 7  | Newcastle    | 1 |
| 3 | Leicester   | 20 | 19 | London Wasps | 1 |

| 1 | Northampton  | 19 | 24 | Leicester    | 3 |
| 3 | Gloucester   | 27 | 16 | Worcester    | 1 |
| 3 | London Irish | 28 | 24 | Leeds        | 4 |
| 3 | Bath         | 31 | 16 | Bristol      | 1 |
| 4 | Newcastle    | 32 | 21 | Sale         | 2 |
| 1 | Saracens     | 13 | 12 | London Wasps | 0 |

| 0 | Saracens     | 12 | 13 | Leicester    | 1 |
| 4 | Sale         | 38 | 12 | Bath         | 2 |
| 4 | Worcester    | 35 | 27 | Newcastle    | 5 |
| 1 | Leeds        | 7  | 31 | Gloucester   | 4 |
| 1 | Bristol      | 16 | 19 | Northampton  | 3 |
| 5 | London Wasps | 37 | 56 | London Irish | 9 |

| 22e journée samedi 6 mai \| 4 \| Bath \| 25 \| 22 \| Worcester \| 4 \| \| 4 \| Gloucester \| 32 \| 37 \| London Wasps \| 4 \| \| 5 \| Leicester \| 32 \| 3 \| Bristol \| 0 \| \| 4 \| London Irish \| 30 \| 18 \| Saracens \| 2 \| \| 8 \| Newcastle \| 54 \| 19 \| Leeds \| 3 \| \| 5 \| Northampton \| 34 \| 36 \| Sale \| 5 \| |              |    |    |              |   |
| 4 | Bath         | 25 | 22 | Worcester    | 4 |
| 4 | Gloucester   | 32 | 37 | London Wasps | 4 |
| 5 | Leicester    | 32 | 3  | Bristol      | 0 |
| 4 | London Irish | 30 | 18 | Saracens     | 2 |
| 8 | Newcastle    | 54 | 19 | Leeds        | 3 |
| 5 | Northampton  | 34 | 36 | Sale         | 5 |

## Demi-finales
| Date        | Lieu         | Équipe      | Score   | Équipe       | Spectateurs |
| ----------- | ------------ | ----------- | ------- | ------------ | ----------- |
| 14 mai 2006 | Edgeley Park | Sale Sharks | 22 - 12 | London Wasps | 10 641      |

Points marqués
- Sale Sharks: 1 essai de Jason Robinson (31e), 5 pénalités de Charlie Hodgson (1re, 16e, 20e, 45e, 78e), 1 transformation de Charlie Hodgson (31e)
- London Wasps: 4 pénalités de Mark van Gisbergen (5e, 43e, 51e, 65e)

| Date        | Lieu                 | Équipe           | Score  | Équipe       | Spectateurs |
| ----------- | -------------------- | ---------------- | ------ | ------------ | ----------- |
| 14 mai 2006 | Welford Road Stadium | Leicester Tigers | 40 - 8 | London Irish | 14 069      |

Points marqués
- Leicester Tigers: 6 essais de Alesana Tuilagi (15e), Harry Ellis (32e), Andy Goode (56e), Leon Lloyd (60e, 73e) et Geordan Murphy (67e), 2 pénalités d'Andy Goode (7e, 40e), 3 transformations d'Andy Goode (15e, 32e, 67e)
- London Irish: 1 essai d'Olivier Magne (25e), 1 pénalité de Mike Catt (51e)

## Finale
| Équipes                 | Sale Sharks - Leicester Tigers |
| Score                   | 45 - 20 (23 - 10) |
| Date                    | 27 mai 2006 |
| Stade                   | Twickenham, Londres |
| Spectateurs             | 58 000 |
| Arbitre                 | Dave Pearson |
| Composition des équipes | |
| Sale Sharks             | Titulaires : 15 Jason Robinson, 14 Mark Cueto, 13 Mark Taylor, 12 Elvis Seveali'i, 11 Oriol Ripol, 10 Charlie Hodgson, 9 Richard Wigglesworth (74e), 8 Sébastien Chabal (66e), 7 Magnus Lund, 6 Jason White, 5 Ignacio Fernández Lobbe (41e), 4 Chris Jones (76e), 3 Stuart Turner (51e), 2 Andy Titterrell (51e), 1 Lionel Faure Remplaçants : 16 Sébastien Bruno, 17 Barry Stewart, 18 Dean Schofield, 19 Christian Day, 20 Ben Foden, 21 Valentin Courrent, 22 Chris Mayor |
| Leicester Tigers        | Titulaires : 15 Geordan Murphy, 14 Alesana Tuilagi (46e), 13 Ollie Smith (64e), 12 Daryl Gibson, 11 Tom Varndell, 10 Andy Goode, 9 Harry Ellis (51e), 8 Martin Corry (cap.), 7 Lewis Moody, 6 Shane Jennings (51e), 5 Ben Kay, 4 Leo Cullen (54e), 3 Julian White, 2 George Chuter (62e), 1 Graham Rowntree (59e) Remplaçants : 16 James Buckland, 17 Michael Holford, 18 James Hamilton, 19 Louis Deacon, 20 Austin Healey, 21 Leon Lloyd, 22 Sam Vesty                      |
| Points marqués          | |
| Sale Sharks             | 4 essais de Mark Cueto (8e), Magnus Lund (17e), Oriol Ripol (40e) et Chris Mayor (80e), 6 pénalités de Charlie Hodgson (3e, 31e, 45e, 48e, 63e, 78e), 2 transformations de Charlie Hodgson (40e) et Valentin Courrent (80e), 1 drop de Charlie Hodgson (70e) |
| Leicester Tigers        | 2 essais de Lewis Moody (9e) et James Hamilton (74e), 2 pénalités de Andy Goode (36e et 43e), 2 transformations de Andy Goode (9e et 74e) |